# 黄栋梁
黄栋梁，是太平天国的人物，封凯王。
黄栋梁是天王洪秀全的女婿，被封为凯王。全称殿前副总开矿顶天扶朝纲天四驸马凯王。洪秀全晚年，宠信重用亲属。包括他的外甥幼西王蕭有和、长兄安王洪仁发、次兄福王洪仁达、族弟干王洪仁玕，还有三个女婿金王钟万信、凯王黄栋梁、捷王黄文胜。萧有和、黄栋梁、黄文胜都是少年，洪仁发、洪仁达胡作非为，只有洪仁玕通晓西洋政治、尽忠太平天国。天京失陷时，黄栋梁在城中，没有随洪天贵福出逃，后不知下落。